# Качар, Тадия
Та́дия Ка́чар (серб. Тадија Качар; 5 января 1956, Яйце) — сербский боксёр средних весовых категорий, выступал за сборную Югославии в середине 1970-х — начале 1980-х годов. Серебряный призёр летних Олимпийских игр в Монреале, обладатель серебряной медали чемпионата мира, вице-чемпион Европы, чемпион Средиземноморских игр, победитель многих международных турниров и национальных первенств.

## Биография
Тадия Качар родился 5 января 1956 года в пригороде Яйце, федеративная республика Босния и Герцеговина. Первого серьёзного успеха на ринге добился в 1974 году, когда в составе боксёрского клуба «Воеводина» завоевал серебряную медаль на молодёжном чемпионате Европы в Киеве — с этого момента стал попадать в основной состав национальной сборной Югославии. Благодаря череде удачных выступлений удостоился права защищать честь страны на летних Олимпийских играх 1976 года в Монреале — на стадии полуфиналов со счётом 4:1 победил кубинца Роландо Гарбея, но в решающем матче 0:5 уступил поляку Ежи Рыбицкому.
Получив серебряную олимпийскую медаль, Качар продолжил выходить на ринг, активно принимая участие в различных международных турнирах. Так, в 1978 году он поднялся в полутяжёлый вес и побывал на чемпионате мира в Белграде, откуда привёз медаль серебряного достоинства, год спустя выиграл золото на Средиземноморских играх в Сплите, а также добился серебряной награды на чемпионате Европы в Кёльне (в финале проиграл советскому боксёру Альберту Николяну). В 1981 году выиграл золотую медаль на первенстве Балканских стран, после чего принял решение завершить карьеру спортсмена.
Ныне Тадия Качар вместе с семьёй проживает в городе Нови-Сад, у него есть жена Радмила и двое сыновей: Ненад и Никола. Его младший брат Слободан тоже является довольно известным боксёром, он был чемпионом Олимпийских игр 1980 года и чемпионом мира среди профессионалов, тогда как племянник Гойко стал успешным футболистом.